# Ознобішин Микола Ілліч
Ознобішин Микола Ілліч (1798 — 1853) — державний діяч Російської імперії, таємний радник.
Службу Микола почав у лейбгвардії Фінляндському полку, в якому перебував близько 20 років і з який здійснив кампанію 1828—1829 років. У 1834 р. переведений у лейбгвардії Волинський полк і незабаром отримав командування Рязанським, а потім Казанським піхотним полком.
У 1838 році Микола залишив військову службу і перейшов до Міністерства Фінансів. У 1844 р. у чині дійсного статського радника його перевели на службу в Міністерстві внутрішніх справ, і йому було доручено ревізію установ Пензенської губернії.
8 березня 1845 р. став Полтавським губернатором. Помер від холери в Переяславі, де і похований в огорожі Вознесенського храму.